# Julius Nowak Dalner
Julius Nowak Dalner (født 7. juni 2002 i Holbæk) er en cykelrytter fra Danmark, der senest kørte for Restaurant Suri-Carl Ras.

## Karriere
Inden Julius Nowak Dalner var fyldt ti år, var en habil udøver at rulleskøjteløb på inlinere, og i ungdomsårene vandt han flere DM-titler. Han startede hos Højby-klubben Rullerødderne, inden han skiftede til Næstved Inline Klub.
I 2013 begyndte han at køre cykelløb for Holbæk Cykelsport. Som 1. års juniorrytter skiftede han i 2019 til Herning Cykle Klubs juniorhold Team Herning CK Junior. Da det sidste år som juniorrytter var overstået året efter, skrev han fra starten af 2021-sæsonen kontrakt med det nystartede danske kontinentalhold Restaurant Suri-Carl Ras.